# خیسون وارگاس
خیسون وارگاس (اسپانیایی: Jeisson Vargas‎؛ زادهٔ ۱۵ سپتامبر ۱۹۹۷) یک بازیکن فوتبال اهل شیلی است که در نقش مهاجم برای باشگاه فوتبال استودیانتس لاپلاتا در لیگ برتر فوتبال آرژانتین بازی می‌کند.

## تیم ملی
وی همچنین در تیم ملی فوتبال شیلی بازی کرده است.